# Јефрем Новоторжки
Јефрем Новоторжки (80-те године 10. века, Мађарска - 28. јануар 1053, Новгород Торг, сада Торжок у Тверској области) - оснивач Борисоглебског манастира, преподобни православне цркве у Сабору новгородских светитеља.
Православна црква га спомиње  28. јануар (10. фебруар), 11. јун (24. јун), у 3. недељу по Духовима.
Био је мађарског порекла и био је старији брат Мојсеја Угрина и Георгија Угрина. Претпоставља се да је рођен око 80-их година 10. века. Почетком 11. века браћа су напустила Угарску и преселила се у Русију, служећи код ростовског кнеза Бориса. Јефрем је као млад служио кнезу, а после његове смрти напустио је службу. На месту погибије свог брата Георгија 1015. године, који је бранио кнеза Бориса, Јефрем је открио главу свог брата и задржао је код себе до краја својих дана.
Јефрем је, након смрти свог брата, отишао у Новгородску земљу. Основао је скит у близини Торжока. Затим је 1038. основао манастир у име светих кнезова Бориса и Глеба, чији је постао игуман. Након смрти у њему је и сахрањен .
Према хагиографском предању, 11. јуна 1572. године, под новгородским архиепископом Леонидом, пронађене су нетљене мошти светог Јефрема. Под московским митрополитом Дионисијем канонизован (око 1584-1587), после чега је састављена служба за светитеља. Према православним ауторима, за овог светитеља се везује низ чуда, међу којима је и заступништво Торжока у време Смутних времена. Један од његових ученика био је монах Аркадије.
Најстарија верзија ееговог житија је позната, али  није сачувана. После проналаска остатака Светог Јефрема у 16. веку, појавило се ново издање житија, а у 17. веку и његова нова ревизија.